# マリア・フォン・ベーメン
マリア・フォン・ベーメン（ドイツ語：Maria von Böhmen, 1124年ごろ - 1172年以降）は、オーストリア辺境伯およびバイエルン公レオポルト4世の妃。また後にバーデン辺境伯ヘルマン3世の妃。

## 生涯
マリアはボヘミア公ソビェスラフ1世とハンガリー王ゲーザ1世の孫娘アーデルハイトとの間の唯一の娘である。ボヘミアとドイツの貴族との関係を強めるため、父ソビェスラフ1世は1138年9月28日にマリアをオーストリア辺境伯レオポルト4世と結婚させた。マリアの年齢は10代前半である一方、レオポルト4世は30代前半であった。その2年後にレオポルドの妹ゲルトルートがソビェスラフ1世の甥ヴラジスラフ2世と結婚し、ボヘミアとオーストリアの同盟はさらに強固なものとなった。
マリアの結婚の1年後の1139年に、ホーエンシュタウフェン家のローマ王コンラート3世はヴェルフ家のバイエルン公ハインリヒ傲岸公を廃位し、レオポルト4世にバイエルン公位を与えた。レオポルト4世はコンラート3世の異父弟であった（母は共にアグネス・フォン・ヴァイプリンゲン）。従って、コンラート3世がオーストリアとボヘミアの関係強化に関与した可能性がある。レオポルト4世はバイエルン公領の支配を引き受けたが、ハインリヒ傲岸公の弟ヴェルフ6世の主張に対峙しなければならなかった。
レオポルト4世との結婚は3年続いたが、1141年にレオポルト4世はニーダーアルタイヒ修道院で突然死去した。この結婚で子女は生まれず、オーストリアとバイエルンはレオポルト4世の兄ハインリヒ2世が継承した。
レオポルト4世の死から1年後、マリアはバーデン辺境伯ヘルマン3世と再婚した。マリアはヘルマン3世にとって2番目の妃であった。ヘルマン3世は第2回十字軍に参加し、1151年にコンラート3世よりヴェローナ辺境伯位を与えられた。ヘルマン3世は、コンラート3世の後継者フリードリヒ1世・バルバロッサのイタリア遠征においても、ホーエンシュタウフェン家を忠実に支援した。
マリアはヘルマン3世との間に1女をもうけた。
- ゲルトルート（1225年以前没） - 1180年にダグスブルク伯アルブレヒト2世と結婚

ヘルマン3世は1160年1月16日に死去した。マリアは1172年までは生存が確認できるが、没年は不明である。マリアはバックナング修道院に埋葬された。